# Florian (album)
Florian è un LP del complesso musicale italiano Le Orme registrato nel 1979. Il complesso aveva dietro di sé una pausa biennale iniziata a partire dall'anno dell'ultimo album. Questo lasso di tempo fu usato dai componenti per approfondire le proprie conoscenze nel campo degli strumenti acustici.

## Descrizione
Con grande sorpresa degli ammiratori, le Orme proposero un disco in cui esibivano le loro capacità grazie a strumenti quali il violino, il violoncello, il clavicembalo o il vibrafono. In pratica, non si trattava più di musica pop nel senso proprio della parola, ma di una via di mezzo tra il folk e la musica da camera. Diversi fans rimasero scioccati dalla scelta, mentre molti altri invece la trovarono semplicemente geniale. Nella copertina interna del disco, le Orme vengono ritratte nel nuovissimo ruolo di orchestrina davanti al Caffè Florian in Piazza San Marco.
L'idea di un cambiamento talmente radicale venne da Tony Pagliuca. Alla base della scelta c'era il calo di gradimento, da parte del mercato, del progressive rock. Fu questo un fenomeno vissuto con sofferenza dalle Orme, secondo le quali si sarebbe trattato di un triste fenomeno di commercializzazione, destinato a fare annegare il paesaggio musicale italiano in un mare di marcette da pochi soldi. Questa amarezza di fondo si tradusse quindi in protesta musicale: gli strumenti elettrici ed elettronici vennero semplicemente messi da parte. Il testo del singolo estratto, Fine di un viaggio, descrive questa presa di posizione: la figura di Mr. Tambourine Man, protagonista della famosa canzone di Bob Dylan, diventa qui il simbolo di una musica pop in procinto di perdersi alla deriva.
Il tono di protesta e critica sociale emerge anche nelle tematiche di altri brani: dopo il pezzo strumentale introduttivo, la prima canzone dell'album, Jaffa, lamenta la distruzione (dovuta a scopi economici) di frutta mediterranea, come ad esempio le arance. Non di rado si ritrovano nei testi dei riferimenti alla mitologia e alla Bibbia.
Benché abbia avuto un successo inferiore a quello dei due album precedenti, Florian ha anticipato con gran precisione alcuni aspetti del paesaggio discografico italiano dell'epoca: di lì a poco, anche Franco Battiato avrebbe fatto un discorso riferito al Mr. Tambourine Man nel pezzo Bandiera bianca, parlando di immondizie musicali (vedi album La voce del padrone, 1981).
Anche la scelta di Gian Piero Reverberi di formare, proprio in quell'anno, un ensemble di musica classicheggiante (Rondò Veneziano) segue la scelta stilistica del gruppo. A distanza di decenni, la decisione di un cambiamento stilistico tutto sommato brusco viene tuttora ricordata con un certo orgoglio da parte di Pagliuca, mentre Michi Dei Rossi ne prende decisamente le distanze.
Per la prima volta dall'inizio della loro carriera, il nome del gruppo compare in copertina senza articolo: Orme.

## Tracce
Testi e musiche di Antonio Pagliuca e Aldo Tagliapietra.
1. Florian – 6:48
2. Jaffa – 3:08
3. Il mago – 3:06
4. Pietro il pescatore – 3:29
5. Calipso – 3:50
6. Fine di un viaggio – 4:56
7. El gran senser – 7:03

## Formazione
- Aldo Tagliapietra – voce, violoncello, chitarra
- Tony Pagliuca – pianoforte, clavicembalo, harmonium
- Michi Dei Rossi – vibrafono, percussioni, glockenspiel, marimba
- Germano Serafin - violino, chitarra acustica, bouzouki, mandola

## Singoli
- Fine di un viaggio/Il mago, Philips